# Nangolo Mukwiilongo
Nangolo Leonard Mukwiilongo (* 1924 in Elim, Südwestafrika; † 25. Mai 2017 in Ongwediva) war ein namibischer Politiker der SWAPO.
Mukwiilongo war im namibischen Befreiungskampf Mitglied der People’s Liberation Army of Namibia (PLAN). Er bekleidete von 1992 bis 1999 das Amt des Gouverneurs der namibischen Region Omusati. Von 1998 bis 2004 war Mukwiilongo Wahlkreisvertreter von Elim.
Er fiel 2017 einem Gewaltverbrechen zum Opfer, zwei Wochen nachdem er in seinem Haus in Elim von sechs bewaffneten Personen überfallen worden war. Er wurde im Rahmen eines offiziellen Begräbnisses in seinem Heimatort beigesetzt.
Mukwiilongo war mit Loide Tegelela († 1997) verheiratet. Der Politiker Epafras Mukwiilongo ist sein Neffe.